# زاگاچیه (استان لوبلین)
زاگاچیه (به لهستانی:  Zagacie) یک روستا در لهستان است که در گمینا کودنگ واقع شده‌است.